# Rodolfo Freyre y García Vieyra
Rodolfo Freyre y García Vieyra (* 19. Oktober 1891 in Santa Fe (Argentinien); † 19. September 1940 in Nizza) war ein argentinischer Diplomat.

## Leben
Rodolfo war ein Sohn von Sara García Vieyra und Rodolfo Freyre Iturraspe (1862–1919) einem Senator. Er war mit Corinda Iriondo verheiratet.
Von 1922 bis 1924 war er Parlamentspräsident der Provinz Santa Fe und ab 1924 war er außerordentlicher Gesandter und bevollmächtigter Minister in Bogota in Kolumbien. Ab 1931 war er außerordentlicher Gesandter und bevollmächtigter Minister in Tokio in Japan. Seit dem 2. Februar 1934 bis zum 7. Juli 1937 war er außerordentlicher Gesandter und bevollmächtigter Minister in Asunción in Paraguay und ab da war er außerordentlicher Gesandter und bevollmächtigter Minister in Warschau (Polen) und Prag (Tschechoslowakei).
Am 25. April 1939 löste er Enrique Ruiz Guiñazú als Delegierten beim Völkerbund ab, wo er am 13. Dezember 1939 den Ausschluss der Sowjetunion forderte.
Er kam auf dem Weg nach Cannes infolge eines Autounfalls ums Leben.